# Paseo de Recoletos
Paseo de Recoletos is een brede straat in Madrid. Paseo de Recoletos loopt van Plaza de Cibeles naar Plaza de Colón.
Het centrale deel van de boulevard is een voetgangerszone ingericht met fonteinen, beelden en groen.
Er is een gelijknamig metrostation bij Plaza de Colón.